# Кантакузен, Фома
Не путать с Кантакузен Фома Матвеевич.
Фома Кантакузен (казнён 18 июня 1637) — турецкий дипломат из рода Кантакузенов, сын казнённого в Фанаре в 1595 году Андроника (в ЭСБЕ ошибочно указано отчество Матвеевич).

## Биография
Совершил ряд поездок в Россию в качестве турецкого посла к Михаилу Фёдоровичу: в 1621 — от султана Османа II  с предложением союза против польского короля; в 1627 — от Мурада IV, с тем же предложением и с просьбой унять донских казаков, нападавших на турок; в 1630 — с подобными же предложениями.
В 1636 Кантакузен отправился из Константинополя в Россию под видом посланника, но, в сущности, для торговых целей. Ехал вместе с русским толмачом Буколовым через Дон.  Остановился в Азове для ожидания пристава — дворянина Степана Чирикова, накануне осады города казаками. Приставу С. Чирикову была дана царская грамота, с обращением к донским казакам, чтобы они пропустили посла Кантакузена через свою землю "честно" и с азовцами были в миру. Посовещавшись между собой, донские казаки осадили Азов и стояли около него в течение 3-х недель. Тогда Ф. Кантакузен, при содействии одного грека, послал письма турецкому султану и крымскому хану, но казаки поймали его, письма отобрали. Казаки приговорили его к смертной казни за враждебные действия и 18 июня 1637 года привели Фому Кантакузена в круг и там убили. Оправдываясь перед царём за совершённое действие, писали, что послу удалось особым обманным письмом известить приазовских мусульман об опасности, угрожавшей Азову со стороны казаков, на помощь городу поспешили из Керчи, Тамани и других мест отряды турок, татар и темрюковские черкасы, с которыми был бой, их разбили, до Азова не допустили, но бой был жестокий и множество казаков полегло. Тогда казаки "с сердца" всем войском приговорили "турского посла со всеми людьми побити до смерти". Об этом казаки извещали московское правительство послав грамоту с атаманом Потапом Петровым и четырьмя молодыми казаками. В ответной царской грамоте от 20 сентября 1637 года, царь высказал своё неудовольствие казнью посла: "Вы то, атаманы и казаки учинили не делом, что турского посла со всеми людьми побили самовольно ....".  Обласканные в Москве, атаман Петров и посланцы-казаки вернулись в Азов с милостивой грамотой прощающей данное деяние.